# Puntenklassement Ronde van Spanje

Groene trui

Visjestrui

Het puntenklassement in de Ronde van Spanje is een nevenklassement waarbij de wielrenners punten per etappe krijgen, afhankelijk van hun aankomst. De Vuelta van 1945 kende voor het eerst een puntenklassement. Daarna werden er tot 1955 ronden verreden zonder puntenklassement. Sinds 1955 wordt het klassement iedere ronde weer opgemaakt. De leider in het puntenklassement kreeg van 1945 tot en met 1986 een blauwe trui, tussen 1987 en 1989 een groene 'visjes' trui en vanaf 2009, net zoals in de Ronde van Frankrijk, een groene trui.
Laurent Jalabert, Sean Kelly en Alejandro Valverde zijn recordhouder met vier overwinningen. Erik Zabel won driemaal. Tweevoudig winnaars zijn Domingo Perurena, Jan Janssen, Rik Van Looy en Uwe Raab.
Het puntenklassement is dertienmaal door een Belg gewonnen: Rik Van Steenbergen, Rik Van Looy (2x), Arthur Decabooter, Raymond Steegmans, Guido Reybrouck, Eddy Merckx, Freddy Maertens, Ferdi Van Den Haute, Fons De Wolf, Guido Van Calster, Frank Vandenbroucke en Greg Van Avermaet. Het puntenklassement is zesmaal door een Nederlander gewonnen: Bas Maliepaard, Jos van der Vleuten, Jan Janssen (2x winnaar), Bauke Mollema en Fabio Jakobsen.
Elf keer was de winnaar van het puntenklassement ook de winnaar van het algemeen klassement. Dit werd gepresteerd door Delio Rodríguez, Rudi Altig, Jan Janssen, Eddy Merckx, Freddy Maertens, Sean Kelly, Tony Rominger, Laurent Jalabert, Roberto Heras, Chris Froome en Primož Roglič.

## Puntenverdeling
| Categorie    | Positie | Positie | Positie | Positie | Positie | Positie | Positie | Positie | Positie | Positie | Positie | Positie | Positie | Positie | Positie |
| Categorie    | 1e      | 2e      | 3e      | 4e      | 5e      | 6e      | 7e      | 8e      | 9e      | 10e     | 11e     | 12e     | 13e     | 14e     | 15e     |
| ------------ | ------- | ------- | ------- | ------- | ------- | ------- | ------- | ------- | ------- | ------- | ------- | ------- | ------- | ------- | ------- |
| Eindsprint   | 25      | 20      | 16      | 14      | 12      | 10      | 9       | 8       | 7       | 6       | 5       | 4       | 3       | 2       | 1       |
| Tussensprint | 4       | 2       | 1       |         |         |         |         |         |         |         |         |         |         |         |         |

## Lijst met de top drie per jaar
| Jaar      | Eerste                   | Tweede                | Derde                     |
| --------- | ------------------------ | --------------------- | ------------------------- |
| 1945      | Delio Rodríguez          | João Rebelo           | Julián Berrendero         |
| 1946      | geen puntenklassement    | geen puntenklassement | geen puntenklassement     |
| 1947      | Delio Rodríguez          |                       |                           |
| 1948      | geen puntenklassement    | geen puntenklassement | geen puntenklassement     |
| 1949      | niet verreden            | niet verreden         | niet verreden             |
| 1950-1954 | geen puntenklassement    | geen puntenklassement | geen puntenklassement     |
| 1955      | Fiorenzo Magni           | Gabriel Company       | Jesús Loroño              |
| 1956      | Rik Van Steenbergen      | Gilbert Bauvin        | Angelo Conterno           |
| 1957      | Vicente Iturat           | Gastone Nencini       | Federico Bahamontes       |
| 1958      | Salvador Botella         | Rik Luyten            | Hilaire Couvreur          |
| 1959      | Rik Van Looy             | Antonio Suárez        | Frans Van Looveren        |
| 1960      | Arthur Decabooter        | Juan Campillo         | Frans De Mulder           |
| 1961      | Antonio Suárez           | Vicente Iturat        | José Pérez Francés        |
| 1962      | Rudi Altig               | Seamus Elliott        | José Pérez Francés        |
| 1963      | Bas Maliepaard           | Edgard Sorgeloos      | Frans Aerenhouts          |
| 1964      | José Pérez Francés       | Arthur Decabooter     | Raymond Poulidor          |
| 1965      | Rik Van Looy             | Frans Verbeeck        | Michel Grain              |
| 1966      | Jos van der Vleuten      | Gerben Karstens       | Pasquale Fabbri           |
| 1967      | Jan Janssen              | Gerben Karstens       | Ramón Sáez                |
| 1968      | Jan Janssen              | Rudi Altig            | Michael Wright            |
| 1969      | Raymond Steegmans        | Michael Wright        | Ramón Sáez                |
| 1970      | Guido Reybrouck          | Jean Ronsmans         | Ramón Sáez                |
| 1971      | Cyrille Guimard          | Miguel María Lasa     | Walter Godefroot          |
| 1972      | Domingo Perurena         | Miguel María Lasa     | Ger Harings               |
| 1973      | Eddy Merckx              | Roger Swerts          | Pieter Nassen             |
| 1974      | Domingo Perurena         | Eric Leman            | Miguel María Lasa         |
| 1975      | Miguel María Lasa        | Agustín Tamames       | Domingo Perurena          |
| 1976      | Dietrich Thurau          | Javier Elorriaga      | Cees Priem                |
| 1977      | Freddy Maertens          | Klaus-Peter Thaler    | José Luis Viejo           |
| 1978      | Ferdi Van Den Haute      | Willy Teirlinck       | Bernard Hinault           |
| 1979      | Fons De Wolf             | Noël Dejonckheere     | Joop Zoetemelk            |
| 1980      | Sean Kelly               | Guido Van Calster     | Jos Lammertink            |
| 1981      | Francisco Javier Cedena  | Jesus Suarez Cueva    | Miguel María Lasa         |
| 1982      | Stefan Mutter            | José Luis Laguía      | Eddy Vanhaerens           |
| 1983      | Marino Lejarreta         | Bernard Hinault       | Laurent Fignon            |
| 1984      | Guido Van Calster        | Noël Dejonckheere     | Jozef Lieckens            |
| 1985      | Sean Kelly               | Pello Ruiz Cabestany  | Francisco Rodriguez       |
| 1986      | Sean Kelly               | Pello Ruiz Cabestany  | Álvaro Pino               |
| 1987      | Alfonso Gutiérrez        | Luis Herrera          | Jesús Blanco Villar       |
| 1988      | Sean Kelly               | Mathieu Hermans       | Benny Van Brabant         |
| 1989      | Malcolm Elliott          | Mathieu Hermans       | Eddy Planckaert           |
| 1990      | Uwe Raab                 | Laurent Jalabert      | Malcolm Elliott           |
| 1991      | Uwe Raab                 | Melchor Mauri         | Jean-Paul van Poppel      |
| 1992      | Djamolidin Abdoesjaparov | Tony Rominger         | Jelle Nijdam              |
| 1993      | Tony Rominger            | Alex Zülle            | Laurent Jalabert          |
| 1994      | Laurent Jalabert         | Tony Rominger         | Alex Zülle                |
| 1995      | Laurent Jalabert         | Abraham Olano         | Marcel Wüst               |
| 1996      | Laurent Jalabert         | Nicola Minali         | Tom Steels                |
| 1997      | Laurent Jalabert         | Ján Svorada           | Marcel Wüst               |
| 1998      | Fabrizio Guidi           | Laurent Jalabert      | José María Jiménez        |
| 1999      | Frank Vandenbroucke      | Robert Hunter         | Igor González de Galdeano |
| 2000      | Roberto Heras            | Giovanni Lombardi     | Alessandro Petacchi       |
| 2001      | José María Jiménez       | Erik Zabel            | Levi Leipheimer           |
| 2002      | Erik Zabel               | Alessandro Petacchi   | Aitor González Jiménez    |
| 2003      | Erik Zabel               | Alejandro Valverde    | Alessandro Petacchi       |
| 2004      | Erik Zabel               | Alejandro Valverde    | Roberto Heras             |
| 2005      | Alessandro Petacchi      | Roberto Heras         | Denis Mensjov             |
| 2006      | Thor Hushovd             | Aleksandr Vinokoerov  | Alejandro Valverde        |
| 2007      | Daniele Bennati          | Denis Mensjov         | Samuel Sánchez            |
| 2008      | Greg Van Avermaet        | Alberto Contador      | Alejandro Valverde        |
| 2009      | André Greipel            | Alejandro Valverde    | Daniele Bennati           |
| 2010      | Mark Cavendish           | Tyler Farrar          | Vincenzo Nibali           |
| 2011      | Bauke Mollema            | Joaquim Rodríguez     | Daniele Bennati           |
| 2012      | Alejandro Valverde       | Joaquim Rodríguez     | Alberto Contador          |
| 2013      | Alejandro Valverde       | Chris Horner          | Joaquim Rodríguez         |
| 2014      | John Degenkolb           | Alejandro Valverde    | Alberto Contador          |
| 2015      | Alejandro Valverde       | Joaquim Rodríguez     | Esteban Chaves            |
| 2016      | Fabio Felline            | Nairo Quintana        | Alejandro Valverde        |
| 2017      | Chris Froome             | Matteo Trentin        | Vincenzo Nibali           |
| 2018      | Alejandro Valverde       | Peter Sagan           | Elia Viviani              |
| 2019      | Primož Roglič            | Tadej Pogačar         | Sam Bennett               |
| 2020      | Primož Roglič            | Richard Carapaz       | Daniel Martin             |
| 2021      | Fabio Jakobsen           | Primož Roglič         | Magnus Cort               |
| 2022      | Mads Pedersen            | Fred Wright           | Enric Mas                 |
| 2023      | Kaden Groves             | Remco Evenepoel       | Andreas Kron              |
| 2024      | Kaden Groves             | Primož Roglič         | Max Poole                 |

### Overwinningen per land
| Overwinningen | Land                                                  |
| ------------- | ----------------------------------------------------- |
| 18            | Spanje                                                |
| 13            | België                                                |
| 9             | Duitsland                                             |
| 5             | Frankrijk, Italië, Nederland                          |
| 4             | Ierland                                               |
| 2             | Australië, Slovenië, Verenigd Koninkrijk, Zwitserland |
| 1             | Denemarken, Noorwegen, Oezbekistan                    |

 winnaars · rode trui · 
 puntenklassement · 
 bergklassement · 
 combinatieklassement · 
 jongerenklassement · 
 ploegenklassement · 
 strijdlust

 Belgische leiderstruidragers · etappewinnaars

 Nederlandse leiderstruidragers · etappewinnaars
1935 · 1936 · 1937 · 1938 · 1939 · 1940 · 1941 · 1942 · 1943 · 1944 · 1945 · 1946 · 1947 · 1948 · 1949 · 1950 · 1951 · 1952 · 1953 · 1954 · 1955 · 1956 · 1957 · 1958 · 1959 · 1960 · 1961 · 1962 · 1963 · 1964 · 1965 · 1966 · 1967 · 1968 · 1969 · 1970 · 1971 · 1972 · 1973 · 1974 · 1975 · 1976 · 1977 · 1978 · 1979 · 1980 · 1981 · 1982 · 1983 · 1984 · 1985 · 1986 · 1987 · 1988 · 1989 · 1990 · 1991 · 1992 · 1993 · 1994 · 1995 · 1996 · 1997 · 1998 · 1999 · 2000 · 2001 · 2002 · 2003 · 2004 · 2005 · 2006 · 2007 · 2008 · 2009 · 2010 · 2011 · 2012 · 2013 · 2014 · 2015 · 2016 · 2017 · 2018 · 2019 · 2020 · 2021 · 2022 · 2023 · 2024 · 2025